# Ferenta
Ferenta là một chi bướm đêm thuộc họ Noctuidae.

## Các loài
- Ferenta cacica Guenée, 1852
- Ferenta castula Dognin, 1912
- Ferenta incaya Hampson, 1926
- Ferenta stolliana Stoll in Cramer, 1782